# Granlidens naturreservat
Granlidens naturreservat är ett naturreservat i Östhammars kommun i Uppsala län.
Området är naturskyddat sedan 2017 och är 19 hektar stort. Reservatet består av barrskog med  grova granar och tallar i norr. Börsilåsen sträcker sig i nord-sydlig riktning genom reservatet.